# Magny-Jobert
Magny-Jobert é uma comuna francesa na região administrativa de Borgonha-Franco-Condado, no departamento de Alto Sona. Estende-se por uma área de 3,68 km². Em 2010 a comuna tinha 120 habitantes (densidade: 32,6 hab./km²).